# Luiz Henrique Viana
Luiz Henrique Cordeiro Viana (Pelotas, 2 de junho de 1961) é advogado e político brasileiro, filiado ao PSDB. Nas eleições de 2018, foi eleito deputado estadual no Rio Grande do Sul e é o atual secretário de Meio Ambiente e Infraestrutura.

## Formação e juventude
Filho de um policial civil e uma advogada, Viana nasceu em Pelotas no ano de 1961. Cursou direito na UFPel e é graduando em gestão pública, fez parte do conselho administrativo da Arquidiocese de Pelotas.

## Carreira política

### Secretário de Qualidade Ambiental de Pelotas (2011-2012)
Em fevereiro de 2011, foi nomeado para chefiar a Secretaria da Qualidade Ambiental na gestão Fetter Júnior. Como secretário, implantou o modelo de licenciamento online, criou o curso de educação ambiental e instituiu a Comissão de Termos de Compromisso Ambiental, que visava celerizar a tramitação de processos na secretaria.
Saiu da pasta para disputar as eleições municipais.

### Vereador de Pelotas (2013-2015)
Em 2012, foi eleito vereador e foi reeleito em 2016.
Entre 2013 e 2019, foi vereador em Pelotas e líder do governo na Câmara durante todo o mandato do ex-prefeito Eduardo Leite (2013-2016), atual governador do Estado. Em 2017, quando presidiu a Câmara de Vereadores, economizou R$ 7,2 milhões, um terço do orçamento do Legislativo municipal daquele ano.

### Deputado estadual do Rio Grande do Sul (2019-atualidade)
Em 2018, foi eleito deputado estadual com 25 mil votos, sendo que 22 mil desses foram em Pelotas.
Como deputado, é autor de 10 projetos de lei, focados em proteger o direito das crianças com autismo foi criador de duas frentes parlamentares.

### Secretário de Meio Ambiente e Infraestrutura (2021-atualidade)
Em 2021, foi escolhido como o novo secretário de Meio Ambiente, substituindo Artur Lemos, que havia sido nomeado para ser o chefe da Casa Civil. Licenciou-se do cargo de deputado estadual para assumir o cargo, abrindo espaço para Faisal Karam.

## Vida pessoal
Luiz Henrique Viana é católico, afirmando que a doutrina Social da Igreja faz parte de seu pensamento político. Casado, é pai de três filhos.